# Middlewich
Middlewich è un paese di 13.101 abitanti della contea del Cheshire, in Inghilterra.